# طيور النار (مسلسل)
طيور النار (بالتركية: Ateş Kuşları) هو مسلسل درامي تركي يجمع بين الإثارة والتشويق، عُرض لأول مرة في تركيا في 13 يناير 2023. يتميز المسلسل بطرح قضايا اجتماعية معقدة بأسلوب مؤثر، حيث يركز على حياة مجموعة من الأصدقاء الذين يواجهون تحديات كبيرة، ويتغلبون عليها بقوة الإرادة والتعاون. يتناول المسلسل قضايا مثل الحب، الولاء، والصداقة، كما يسلط الضوء على مواضيع تتعلق بالعدالة الاجتماعية.
يضم العمل نخبة من الممثلين الأتراك، من بينهم إيلايدا أليشان، هاندا سورال، بوراك توزكوباران، وجوركم سيفينديك. تولى إخراج المسلسل كل من بنال طايري، غوخان أيز، يلدز أشانبوغا، وبولنت إيشبيلين، فيما أشرفت على كتابة السيناريو عائشة فردا إريلماز ونيهير إردم.  
صدر الموسم الأول من المسلسل بواقع 21 حلقة، تلاه الموسم الثاني الذي تضمن 33 حلقة، ليصل إجمالي حلقات المسلسل إلى 54 حلقة. عُرضت الحلقة الأخيرة في 10 مايو 2024، ليُختتم بذلك المسلسل بعد موسمين حافلين بالأحداث والتشويق.